# Руссо, Мишель
Мишель Ги Руссо (фр. Michel Guy Rousseau; 5 февраля 1936 — 23 сентября 2016) — французский велогонщик, чемпион летних Олимпийских игр в Мельбурне (1956). 

## Спортивная карьера
В любительских велогонках тренировался под руководством известного прошлом спортсмена, чемпиона мира Луи Жерардена. 
В 1956 г. победил на чемпионате Франции и спринтерском Гран-при в Париже среди велогонщиков-любителей, что мое году выиграл летние Олимпийские игры в Мельбурне в индивидуальном спринте на треке, также становился чемпионом мира (1956—1957) в той же дисциплине.
С 1957 г. перешел в профессиональные велогонки. В 1958 г. победил на чемпионате мира по трековому спринту, в 1959 и 1961 годах становился серебряным призером. В год завершения спортивной карьеры (1967) в пятый раз победил на чемпионате Франции по спринту на треке среди профессионалов, до этого выигрывал в 1959—1962 гг.
В последующие года занимался продаже готов одежды и руководил автошколой. В 1964 году он представил велосипед собственной разработки с чрезвычайно плоским рулем, но не смог вывести его на рынок. Непродолжительное время пытался быть кэтчером. Впоследствии эмигрировал в Канаду, затем в Южную Африку (в качестве тренера) и, наконец, в Австралию, в которой жил в предместье Мельбурна.
В 2002 г. был включён в Зал славы Международного союза велосипедистов.